# Список астероїдів (6101—6200)
| Назва                                    | Тимчасове позначення | Дата відкриття    | Місце відкриття                         | Відкривач                                              |
| ---------------------------------------- | -------------------- | ----------------- | --------------------------------------- | ------------------------------------------------------ |
| 6101 Томокі (Tomoki)                     | 1993 EG              | 1 березня 1993    | Обсерваторія Ніхондайра                 | Такеші Урата                                           |
| 6102 Вісбю (Visby)                       | 1993 FQ25            | 21 березня 1993   | Обсерваторія Ла-Сілья                   | UESAC                                                  |
| (6103) 1993 HV                           | 1993 HV              | 16 квітня 1993    | Обсерваторія Кушіро                     | Сейджі Уеда, Хіроші Канеда                             |
| 6104 Такао (Takao)                       | 1993 HZ              | 16 квітня 1993    | Обсерваторія Кітамі                     | Кін Ендате, Кадзуро Ватанабе                           |
| 6105 Верроккйо (Verrocchio)              | 4580 P-L             | 24 вересня 1960   | Паломарська обсерваторія                | К. Й. ван Гаутен, І. ван Гаутен-Ґроневельд, Т. Герельс |
| 6106 Ствош (Stoss)                       | 6564 P-L             | 24 вересня 1960   | Паломарська обсерваторія                | К. Й. ван Гаутен, І. ван Гаутен-Ґроневельд, Т. Герельс |
| 6107 Остерброк (Osterbrock)              | 1948 AF              | 14 січня 1948     | Обсерваторія Лік                        | Карл Альвар Віртанен                                   |
| 6108 Ґлебов (Glebov)                     | 1971 QN              | 18 серпня 1971    | КрАО                                    | Смирнова Тамара Михайлівна                             |
| 6109 Бальсейро (Balseiro)                | 1975 QC              | 29 серпня 1975    | Астрономічний комплекс Ель-Леонсіто     | Обсерваторія Фелікса Аґілара                           |
| 6110 Казак (Kazak)                       | 1978 NQ1             | 4 липня 1978      | КрАО                                    | Черних Людмила Іванівна                                |
| 6111 Дейвмаккей (Davemckay)              | 1979 SP13            | 20 вересня 1979   | Паломарська обсерваторія                | Ш. Дж. Бас                                             |
| 6112 Людольфшульц (Ludolfschultz)        | 1981 DB1             | 28 лютого 1981    | Обсерваторія Сайдинг-Спрінг             | Ш. Дж. Бас                                             |
| 6113 Цап (Tsap)                          | 1982 SX5             | 16 вересня 1982   | КрАО                                    | Черних Людмила Іванівна                                |
| 6114 Далла-Деґреґорі (Dalla-Degregori)   | 1984 HS1             | 28 квітня 1984    | Обсерваторія Ла-Сілья                   | В. Феррері                                             |
| 6115 Мартіндункан (Martinduncan)         | 1984 SR2             | 25 вересня 1984   | Станція Андерсон-Меса                   | Браян Скіфф                                            |
| 6116 Стілл (Still)                       | 1984 UB3             | 26 жовтня 1984    | Станція Андерсон-Меса                   | Едвард Бовелл                                          |
| (6117) 1985 CZ1                          | 1985 CZ1             | 12 лютого 1985    | Обсерваторія Ла-Сілья                   | Анрі Дебеонь                                           |
| (6118) 1986 QX3                          | 1986 QX3             | 31 серпня 1986    | Обсерваторія Ла-Сілья                   | Анрі Дебеонь                                           |
| 6119 Йорт (Hjorth)                       | 1986 XH              | 6 грудня 1986     | Обсерваторія Брорфельде                 | Поуль Єнсен                                            |
| 6120 Ангальт (Anhalt)                    | 1987 QR              | 21 серпня 1987    | Обсерваторія Карла Шварцшильда          | Ф. Бернґен                                             |
| 6121 Плачинда (Plachinda)                | 1987 RU3             | 2 вересня 1987    | КрАО                                    | Черних Людмила Іванівна                                |
| 6122 Генрард (Henrard)                   | 1987 SW1             | 21 вересня 1987   | Станція Андерсон-Меса                   | Едвард Бовелл                                          |
| 6123 Арістотель (Aristoteles)            | 1987 SH2             | 19 вересня 1987   | Смолян                                  | Ерік Вальтер Ельст                                     |
| 6124 Мекленбург (Mecklenburg)            | 1987 SL10            | 29 вересня 1987   | Обсерваторія Карла Шварцшильда          | Ф. Бернґен                                             |
| (6125) 1989 CN                           | 1989 CN              | 4 лютого 1989     | Обсерваторія Кушіро                     | Сейджі Уеда, Хіроші Канеда                             |
| (6126) 1989 EW1                          | 1989 EW1             | 5 березня 1989    | Обсерваторія Клеть                      | Зденька Ваврова                                        |
| 6127 Гетерінгтон (Hetherington)          | 1989 HD              | 25 квітня 1989    | Паломарська обсерваторія                | Е. Гелін                                               |
| 6128 Ласорда (Lasorda)                   | 1989 LA              | 3 червня 1989     | Паломарська обсерваторія                | Е. Гелін                                               |
| 6129 Демокріт (Demokritos)               | 1989 RB2             | 4 вересня 1989    | Обсерваторія Верхнього Провансу         | Ерік Вальтер Ельст                                     |
| 6130 Hutton                              | 1989 SL5             | 24 вересня 1989   | Обсерваторія Сайдинг-Спрінг             | Роберт МакНот                                          |
| 6131 Товен (Towen)                       | 1990 OO3             | 27 липня 1990     | Паломарська обсерваторія                | Генрі Гольт                                            |
| 6132 Денієлсон (Danielson)               | 1990 QY3             | 22 серпня 1990    | Паломарська обсерваторія                | Генрі Гольт                                            |
| (6133) 1990 RC3                          | 1990 RC3             | 14 вересня 1990   | Паломарська обсерваторія                | Генрі Гольт                                            |
| (6134) 1990 RA5                          | 1990 RA5             | 15 вересня 1990   | Паломарська обсерваторія                | Генрі Гольт                                            |
| 6135 Білловен (Billowen)                 | 1990 RD9             | 14 вересня 1990   | Паломарська обсерваторія                | Генрі Гольт                                            |
| 6136 Грифон (Gryphon)                    | 1990 YH              | 22 грудня 1990    | Станція JCPM Якіїмо                     | Акіра Наторі, Такеші Урата                             |
| 6137 Джонфлетчер (Johnfletcher)          | 1991 BY              | 25 січня 1991     | Станція JCPM Якіїмо                     | Акіра Наторі, Такеші Урата                             |
| (6138) 1991 JH1                          | 1991 JH1             | 14 травня 1991    | Обсерваторія Кійосато                   | Сатору Отомо, Осаму Мурамацу                           |
| 6139 Наомі (Naomi)                       | 1992 AD1             | 10 січня 1992     | Обсерваторія Дінік                      | Ацуші Суґіе                                            |
| 6140 Кубокава (Kubokawa)                 | 1992 AT1             | 6 січня 1992      | Обсерваторія Кітамі                     | Кін Ендате, Кадзуро Ватанабе                           |
| 6141 Durda                               | 1992 YC3             | 26 грудня 1992    | Обсерваторія Кітт-Пік                   | Spacewatch                                             |
| (6142) 1993 FP                           | 1993 FP              | 23 березня 1993   | Університетська обсерваторія Маунт-Джон | Алан Ґілмор, Памела Кілмартін                          |
| 6143 Піфагор (Pythagoras)                | 1993 JV              | 14 травня 1993    | Обсерваторія Ла-Сілья                   | Ерік Вальтер Ельст                                     |
| 6144 Kondojiro                           | 1994 EQ3             | 14 березня 1994   | Обсерваторія Кітамі                     | Кін Ендате, Кадзуро Ватанабе                           |
| 6145 Ріменшнайдер (Riemenschneider)      | 2630 P-L             | 26 вересня 1960   | Паломарська обсерваторія                | К. Й. ван Гаутен, І. ван Гаутен-Ґроневельд, Т. Герельс |
| 6146 Adamkrafft                          | 3262 T-2             | 30 вересня 1973   | Паломарська обсерваторія                | К. Й. ван Гаутен, І. ван Гаутен-Ґроневельд, Т. Герельс |
| 6147 Штрауб (Straub)                     | 1081 T-3             | 17 жовтня 1977    | Паломарська обсерваторія                | К. Й. ван Гаутен, І. ван Гаутен-Ґроневельд, Т. Герельс |
| 6148 Іґнацґюнтер (Ignazgunther)          | 5119 T-3             | 16 жовтня 1977    | Паломарська обсерваторія                | К. Й. ван Гаутен, І. ван Гаутен-Ґроневельд, Т. Герельс |
| 6149 Пельчак (Pelcak)                    | 1979 SS              | 25 вересня 1979   | Обсерваторія Клеть                      | Антонін Мркос                                          |
| 6150 Нойкум (Neukum)                     | 1980 FR1             | 16 березня 1980   | Обсерваторія Ла-Сілья                   | Клаес-Інґвар Лаґерквіст                                |
| 6151 Віджет (Viget)                      | 1987 WF              | 19 листопада 1987 | Станція Андерсон-Меса                   | Едвард Бовелл                                          |
| 6152 Емпедокл (Empedocles)               | 1989 GB3             | 3 квітня 1989     | Обсерваторія Ла-Сілья                   | Ерік Вальтер Ельст                                     |
| 6153 Херші (Hershey)                     | 1990 OB              | 19 липня 1990     | Паломарська обсерваторія                | Е. Гелін                                               |
| 6154 Стівсиннотт (Stevesynnott)          | 1990 QP1             | 22 серпня 1990    | Паломарська обсерваторія                | Генрі Гольт                                            |
| 6155 Йокосуґано (Yokosugano)             | 1990 VY2             | 11 листопада 1990 | Обсерваторія Мінамі-Ода                 | Тосіро Номура, Койо Каванісі                           |
| 6156 Далл (Dall)                         | 1991 AF1             | 12 січня 1991     | Стейкенбрідж                            | Браян Маннінґ                                          |
| 6157 Прей (Prey)                         | 1991 RX2             | 9 вересня 1991    | Обсерваторія Карла Шварцшильда          | Лутц Шмадель, Ф. Бернґен                               |
| 6158 Сьосамбецу (Shosanbetsu)            | 1991 VB3             | 12 листопада 1991 | Обсерваторія Одзіма                     | Тсунео Ніїдзіма, Такеші Урата                          |
| (6159) 1991 YH                           | 1991 YH              | 30 грудня 1991    | Обсерваторія Кушіро                     | Сейджі Уеда, Хіроші Канеда                             |
| 6160 Манаката (Minakata)                 | 1993 JF              | 15 травня 1993    | Обсерваторія Наті-Кацуура               | Йошісада Шімідзу, Такеші Урата                         |
| 6161 Войно-Ясенецький (Vojno-Yasenetsky) | 1971 TY2             | 14 жовтня 1971    | КрАО                                    | Черних Людмила Іванівна                                |
| 6162 Прохоров (Prokhorov)                | 1973 SR6             | 25 вересня 1973   | КрАО                                    | Журавльова Людмила Василівна                           |
| 6163 Реймерс (Reimers)                   | 1977 FT              | 16 березня 1977   | Обсерваторія Ла-Сілья                   | Ганс-Еміль Шустер                                      |
| 6164 Жерардмюллер (Gerhardmuller)        | 1977 RF2             | 9 вересня 1977    | КрАО                                    | Черних Микола Степанович                               |
| 6165 Фролова (Frolova)                   | 1978 PD3             | 8 серпня 1978     | КрАО                                    | Черних Микола Степанович                               |
| 6166 Унівсіма (Univsima)                 | 1978 SP4             | 27 вересня 1978   | КрАО                                    | Черних Людмила Іванівна                                |
| 6167 Нарманський (Narmanskij)            | 1979 QB10            | 27 серпня 1979    | КрАО                                    | Черних Микола Степанович                               |
| 6168 Ізнелло (Isnello)                   | 1981 EB1             | 5 березня 1981    | Обсерваторія Ла-Сілья                   | Анрі Дебеонь, Джованні де Санктіс                      |
| 6169 Сашакрот (Sashakrot)                | 1981 EX4             | 2 березня 1981    | Обсерваторія Сайдинг-Спрінг             | Ш. Дж. Бас                                             |
| 6170 Levasseur                           | 1981 GP              | 5 квітня 1981     | Станція Андерсон-Меса                   | Едвард Бовелл                                          |
| 6171 Утторп (Uttorp)                     | 1981 UT              | 26 жовтня 1981    | Сокорро (Нью-Мексико)                   | Лоренс Тафф                                            |
| 6172 Prokofeana                          | 1982 TX              | 14 жовтня 1982    | КрАО                                    | Карачкіна Людмила Георгіївна                           |
| 6173 Джимвестфол (Jimwestphal)           | 1983 AD              | 9 січня 1983      | Станція Андерсон-Меса                   | Браян Скіфф                                            |
| 6174 Полібій (Polybius)                  | 1983 TR2             | 4 жовтня 1983     | Станція Андерсон-Меса                   | Норман Томас                                           |
| 6175 Корі (Cori)                         | 1983 XW              | 4 грудня 1983     | Обсерваторія Клеть                      | Антонін Мркос                                          |
| 6176 Хоріґан (Horrigan)                  | 1985 BH              | 16 січня 1985     | Обсерваторія Клеть                      | Зденька Ваврова                                        |
| (6177) 1986 CE2                          | 1986 CE2             | 12 лютого 1986    | Обсерваторія Ла-Сілья                   | Анрі Дебеонь                                           |
| (6178) 1986 DA                           | 1986 DA              | 16 лютого 1986    | Шідзуока                                | М. Кідзава                                             |
| 6179 Бретт (Brett)                       | 1986 EN              | 3 березня 1986    | Паломарська обсерваторія                | Керолін Шумейкер, Юджин Шумейкер                       |
| 6180 Бистрицька (Bystritskaya)           | 1986 PX4             | 8 серпня 1986     | КрАО                                    | Черних Людмила Іванівна                                |
| 6181 Бобвебер (Bobweber)                 | 1986 RW              | 6 вересня 1986    | Паломарська обсерваторія                | Е. Гелін                                               |
| 6182 Кейтіґорд (Katygord)                | 1987 SC4             | 21 вересня 1987   | Станція Андерсон-Меса                   | Едвард Бовелл                                          |
| 6183 Віском (Viscome)                    | 1987 SF7             | 26 вересня 1987   | Паломарська обсерваторія                | Керолін Шумейкер                                       |
| 6184 Нордлунд (Nordlund)                 | 1987 UQ3             | 26 жовтня 1987    | Обсерваторія Брорфельде                 | Поуль Єнсен                                            |
| 6185 Міцума (Mitsuma)                    | 1987 YD              | 20 грудня 1987    | YGCO (станція Тійода)                   | Такуо Кодзіма                                          |
| 6186 Зенон (Zenon)                       | 1988 CC2             | 11 лютого 1988    | Обсерваторія Ла-Сілья                   | Ерік Вальтер Ельст                                     |
| (6187) 1988 RD5                          | 1988 RD5             | 2 вересня 1988    | Обсерваторія Ла-Сілья                   | Анрі Дебеонь                                           |
| 6188 Робертпепін (Robertpepin)           | 1988 SW2             | 16 вересня 1988   | Обсерваторія Серро Тололо               | Ш. Дж. Бас                                             |
| 6189 Фьольк (Volk)                       | 1989 EY2             | 2 березня 1989    | Обсерваторія Ла-Сілья                   | Ерік Вальтер Ельст                                     |
| 6190 Ренн (Rennes)                       | 1989 TJ1             | 8 жовтня 1989     | Станція Аясі обсерваторії Сендай        | Масахіро Коїсікава                                     |
| 6191 Еадес (Eades)                       | 1989 WN1             | 22 листопада 1989 | Стейкенбрідж                            | Браян Маннінґ                                          |
| (6192) 1990 KB1                          | 1990 KB1             | 21 травня 1990    | Паломарська обсерваторія                | Е. Гелін                                               |
| 6193 Манабе (Manabe)                     | 1990 QC1             | 18 серпня 1990    | Обсерваторія Кітамі                     | Кін Ендате, Кадзуро Ватанабе                           |
| 6194 Деналі (Denali)                     | 1990 TN              | 12 жовтня 1990    | Обсерваторія Сайдинг-Спрінг             | Роберт МакНот                                          |
| 6195 Нукарія (Nukariya)                  | 1990 VL2             | 13 листопада 1990 | Обсерваторія Кітамі                     | Кін Ендате, Кадзуро Ватанабе                           |
| (6196) 1991 UO4                          | 1991 UO4             | 28 жовтня 1991    | Обсерваторія Кушіро                     | Сейджі Уеда, Хіроші Канеда                             |
| 6197 Таратьо (Taracho)                   | 1992 AB1             | 10 січня 1992     | Обсерваторія Карасуяма                  | Шіґеру Інода, Такеші Урата                             |
| 6198 Сіракава (Shirakawa)                | 1992 AF1             | 10 січня 1992     | Окутама                                 | Цуному Хіокі, Шудзі Хаякава                            |
| 6199 Йосіокаяйой (Yoshiokayayoi)         | 1992 BK1             | 26 січня 1992     | Обсерваторія Дінік                      | Ацуші Суґіе                                            |
| 6200 Хатінохе (Hachinohe)                | 1993 HL              | 16 квітня 1993    | Обсерваторія Кітамі                     | Кін Ендате, Кадзуро Ватанабе                           |

| Астероїди 1—10000 → |           |           |           |           |           |           |           |           |            |
| 1—100               | 1001—1100 | 2001—2100 | 3001—3100 | 4001—4100 | 5001—5100 | 6001—6100 | 7001—7100 | 8001—8100 | 9001—9100  |
| 101—200             | 1101—1200 | 2101—2200 | 3101—3200 | 4101—4200 | 5101—5200 | 6101—6200 | 7101—7200 | 8101—8200 | 9101—9200  |
| 201—300             | 1201—1300 | 2201—2300 | 3201—3300 | 4201—4300 | 5201—5300 | 6201—6300 | 7201—7300 | 8201—8300 | 9201—9300  |
| 301—400             | 1301—1400 | 2301—2400 | 3301—3400 | 4301—4400 | 5301—5400 | 6301—6400 | 7301—7400 | 8301—8400 | 9301—9400  |
| 401—500             | 1401—1500 | 2401—2500 | 3401—3500 | 4401—4500 | 5401—5500 | 6401—6500 | 7401—7500 | 8401—8500 | 9401—9500  |
| 501—600             | 1501—1600 | 2501—2600 | 3501—3600 | 4501—4600 | 5501—5600 | 6501—6600 | 7501—7600 | 8501—8600 | 9501—9600  |
| 601—700             | 1601—1700 | 2601—2700 | 3601—3700 | 4601—4700 | 5601—5700 | 6601—6700 | 7601—7700 | 8601—8700 | 9601—9700  |
| 701—800             | 1701—1800 | 2701—2800 | 3701—3800 | 4701—4800 | 5701—5800 | 6701—6800 | 7701—7800 | 8701—8800 | 9701—9800  |
| 801—900             | 1801—1900 | 2801—2900 | 3801—3900 | 4801—4900 | 5801—5900 | 6801—6900 | 7801—7900 | 8801—8900 | 9801—9900  |
| 901—1000            | 1901—2000 | 2901—3000 | 3901—4000 | 4901—5000 | 5901—6000 | 6901—7000 | 7901—8000 | 8901—9000 | 9901—10000 |